# Хастати
Хастати (лат. hastati — „опремљени копљем хаста”), били су римски легионари који су у формацији заузимали прву линију, а иза њих су стајали принципи и тријарији. Хастати су чинили углавном сиромашнији младићи.
Хастати су своју опрему куповали сами. Били су опремљени штитом, мачом, бодежем и два пилума (лака копља која су бацали на непријатеља) и копља хаста према коме су добили назив (касније су хаста копље користили искључиво тријарији).
Гај Марије је својим реформама укинуо разлике између хастата, принципа и тријарија.